# Premio LUX

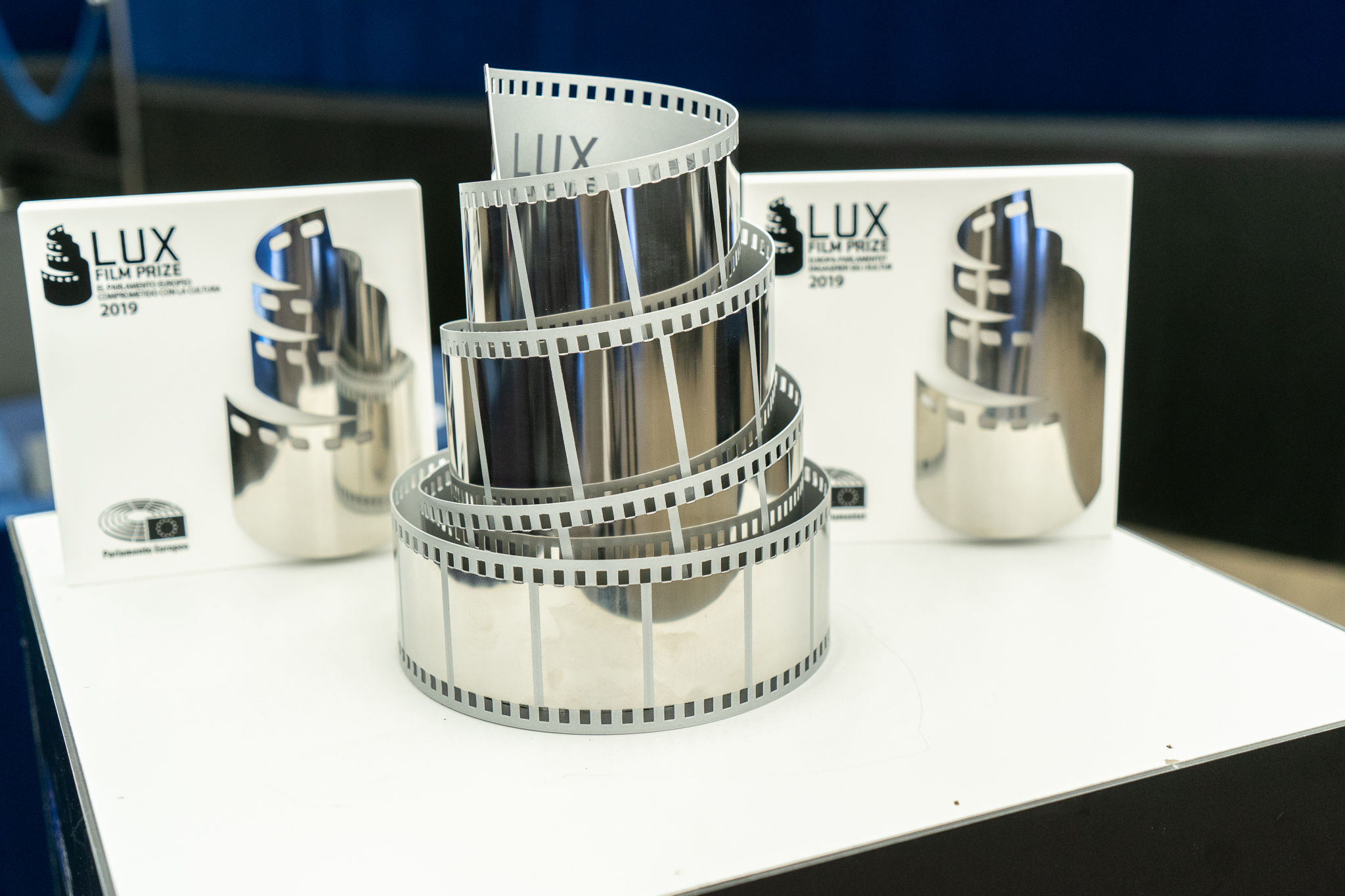

Il premio LUX è un premio cinematografico assegnato annualmente a un film di produzione europea dal Parlamento europeo. È stato istituito nel 2007, a distanza di cinquant'anni dal Trattato di Roma. Nel settembre 2020, il premio è stato unito col People's Choice Award for Best European Film (degli European Film Awards) a creare il nuovo LUX European Audience Film Award.
Gli obiettivi del premio sono diffondere una diversa luce sul dibattito pubblico sull'integrazione europea e facilitare la circolazione dei film europei, superando la barriera linguistica che ostacola l'esistenza di un mercato cinematografico europeo comune. In questa prospettiva gli 87.000 euro assegnati al film vincitore sono destinati a sottotitolarlo in tutte e ventitré le lingue ufficiali dell'Unione Europea e produrne una copia in pellicola per ogni Stato membro.
Il nome del premio deriva dal termine latino per luce, che è utilizzato anche per l'unità di misura dell'illuminamento.
Il logo, su cui il trofeo vero e proprio è modellato, è una spirale di pellicola cinematografica ispirata alla Torre di Babele, intesa in senso positivo come simbolo della ricchezza della diversità, della pluralità linguistica e culturale dell'Unione Europea.

## Selezione e voto
Un comitato formato da 17 persone appartenenti all'ambiente cinematografico (produttori, distributori, direttori di festival, critici), la cui composizione è stabilita dal Comitato per la cultura e l'educazione del Parlamento europeo e rinnovata per un terzo ogni anno, con l'inclusione d'ufficio di un rappresentante del film vincitore l'anno precedente, seleziona dieci film che rispettino i seguenti criteri: devono essere di finzione o animazione, di durata superiore ai 60 minuti, incentrati sui temi dell'universalità dei valori europei, della diversità culturale e del processo di integrazione europei, prodotti o co-prodotti da Paesi appartenenti al MEDIA 2007 Programme (ogni membro dell'Unione europea, più Islanda, Liechtenstein, Norvegia e Svizzera), usciti fra il primo giugno dell'anno precedente e il 31 maggio dell'anno in corso.
Fra i dieci film viene effettuata un'ulteriore selezione di una short-list di tre film, che vengono sottoposti al giudizio di una giuria formata da tutti i membri del Parlamento europeo, ai quali viene data ampia opportunità per poter vedere i tre film in competizione.

### Premio LUX (2007 - 2019)
| Data               | Luogo | Fase                                                                                                 | Note |
| ------------------ | --- | --- | --- |
| Febbraio           | | Inizio della fase di selezione                                                                       | |
| Luglio             | Festival internazionale del cinema di Karlovy Vary (Karlovy Vary, Recubblica Ceca)                                                                                              | Annuncio della short-list di dieci titoli che compongono la Selezione Ufficiale                      | |
| Agosto             | | Annuncio ufficiale dei tre film finalisti                                                            | |
| Settembre          | Giornate degli Autori, Mostra internazionale d'arte cinematografica di Venezia                                                                                                  | Proiezione dei film finalisti nel Fuori Concorso delle Giornate degli Autori                         | |
| Ottobre- Novembre  | In una selezione di sale del network di Europa Cinemas in tutti i Paesi membri dell'Unione europea, nei Paesi candidati, nei Paesi dello Spazio economico europeo e in Svizzera | LUX Film Days                                                                                        | Lanciato nel 2012, il progetto mira a presentare al pubblico europeo i tre film finalisti attraverso proiezioni in sale cinematografiche legate principalmente, pur non in modo esclusivo, al network di Europa Cinemas, nato per promuovere la distribuzione dei film europei. Tutti i film sono proiettati sottotitolati nella lingua locale. Il Premio Lux fornisce ai tre film finalisti un servizio gratuito di sottotitolazione in tutte le ventiquattro lingue ufficiali dell'UE. Nella maggior parte dei Paesi, tali proiezioni valgono come anteprime nazionali. Alcune proiezioni avvengono, inoltre, in collaborazione con festival cinematografici: • Thessaloniki International Film Festival; • Festival del cinema di Stoccolma; • Tallinn Black Nights Film Festival; • Sevilla Film Festival; • Sofia International Film Festival; • Zagreb Film Festival; • Festival del Cinema Europeo di Lecce. |
| Novembre           | Sito internet del Parlamento europeo | Votazione finale                                                                                     | Prendono parte alla votazione solo i 751 Membri del Parlamento europeo, che hanno modo di vedere i film durante proiezioni ufficiali all'interno della sede del Parlamento a Strasburgo oppure in contesti esterni alle sedi ufficiali. Il film con il più alto numero di voti viene dichiarato vincitore. |
| Novembre- Dicembre | Sede del Parlamento europeo a Strasburgo | Cerimonia di premiazione ufficiale del Premio Lux durante una seduta plenaria del Parlamento europeo | |

### LUX European Audience Film Award (dal 2020/2021)
(sintesi)
| Data                                               | Luogo                                                                   | Fase                                                   | Note                                                                          |
| -------------------------------------------------- | ----------------------------------------------------------------------- | ------------------------------------------------------ | ----------------------------------------------------------------------------- |
| Settembre/Ottobre                                  |                                                                         | LUX Selection Panel (nomina dei film)                  |                                                                               |
| Dicembre                                           | sede di turno della cerimonia di premiazione degli European Film Awards | annuncio dei film candidati / apertura delle votazioni |                                                                               |
| Febbraio/Maggio                                    | sale cinematografiche europee                                           | LUX Film Days                                          |                                                                               |
| Maggio (due settimane prima della fase successiva) |                                                                         | chiusura delle votazioni                               | i membri del Parlamento Europeo votano invece da inizio marzo al giorno prima |
| Maggio/Giugno                                      | Parlamento Europeo (Strasburgo)                                         | cerimonia del LUX European Audience Film Award         |                                                                               |

## Vincitori e candidati
In grassetto il vincitore, a seguire gli altri due candidati della short-list e gli altri sette film selezionati.

### 2000
- 2007
  - Ai confini del paradiso (Auf der anderen Seite, regia di Fatih Akın (Germania/Turchia)
  - 4 mesi, 3 settimane e 2 giorni (4 luni, 3 saptamini si 2 zile), regia di Cristian Mungiu (Romania)
  - Bella sempre (Belle toujours), regia di Manoel de Oliveira (Spagna/Francia)
- 2008
  - Il matrimonio di Lorna (Le Silence de Lorna), regia di Jean-Pierre e Luc Dardenne (Belgio)
  - Delta, regia di Kornél Mundruczó (Ungheria/Germania)
  - Občan Havel, regia di Miroslav Janek e Pavel Koutecký (Repubblica Ceca)
  - Il resto della notte, regia di Francesco Munzi (Italia)
  - Revanche - Ti ucciderò, regia di Götz Spielmann (Austria)
  - Sügisball, regia di Veiko Õunpuu (Estonia)
  - Svetat e golyam i spasenie debne otvsyakade, regia di Stephan Komandarev (Bulgaria/Germania/Ungheria/Slovenia)
  - Sztuczki, regia di Andrzej Jakimowski (Polonia)
  - To Verdener, regia di Niels Arden Oplev (Danimarca)
  - Settimo cielo (Wolke 9), regia di Andreas Dresen (Germania)
- 2009
  - Welcome, regia di Philippe Lioret (Francia)
  - Eastern Plays, regia di Kamen Kalev (Bulgaria/Svezia)
  - Sturm, regia di Hans-Christian Schmid (Germania/Danimarca/Paesi Bassi)
  - 35 rhums, regia di Claire Denis (Francia/Germania)
  - Ander, regia di Roberto Castón (Spagna)
  - Für ein augenblick freiheit, regia di Arash T. Riahi (Austria/Francia)
  - Katalin Varga, regia di Peter Strickland (Romania/Regno Unito/Ungheria)
  - Lost Persons Area, regia di Caroline Strubbe (Belgio/Ungheria/Paesi Bassi/Germania/Francia)
  - North, regia di Rune Denstad Langlo (Norvegia)
  - Pandora's Box, regia di Yesim Ustaoglu (Turchia/Francia/Germania/Belgio)

### 2010
- 2010
  - Die Fremde, regia di Feo Aladag (Germania)
  - Akadimia Platonos, regia di Filippos Tsitos (Germania/Grecia)
  - Illégal, regia di Olivier Masset-Depasse (Belgio/Francia/Lussemburgo)
  - Bibliothèque Pascal, regia di Szabolcs Hajdu (Ungheria/Germania/Regno Unito)
  - Indigène d'Eurasie, regia di Sharunas Bartas (Francia/Lituania/Russia)
  - Io sono l'amore, regia di Luca Guadagnino (Italia)
  - La bocca del lupo, regia di Pietro Marcello (Italia)
  - Lourdes, regia di Jessica Hausner (Austria/Francia/Germania)
  - Medalia de onoare, regia di Calin Peter Netzer (Romania/Germania)
  - R, regia di Michael Noer e Tobias Lindholm (Danimarca)
- 2011
  - Le nevi del Kilimangiaro (Les neiges du Kilimandjaro), regia di Robert Guédiguian (Francia)
  - Attenberg, regia di Athina Rachel Tsangari (Grecia)
  - Play, regia di Ruben Östlund (Svezia/Francia/Danimarca)
  - Il cavallo di Torino (A Torinói ló), regia di Béla Tarr (Ungheria/Francia/Svizzera/Germania)
  - Essential Killing, regia di Jerzy Skolimowski (Polonia/Norvegia/Irlanda/Ungheria)
  - Habemus Papam, regia di Nanni Moretti (Italia/Francia)
  - Miracolo a Le Havre (Le Havre), regia di Aki Kaurismäki (Finlandia/Francia/Germania)
  - Mistérios de Lisboa, regia di Raúl Ruiz (Portogallo)
  - Morgen, regia di Marian Crisan (Francia/Romania/Ungheria)
  - Pina, regia di Wim Wenders (Germania/Francia/Regno Unito)
- 2012
  - Io sono Li, regia di Andrea Segre (Francia/Italia)
  - Csak a szél, regia di Bence Fliegauf (Francia/Germania/Ungheria)
  - Tabu, regia di Miguel Gomes (Brasile/Francia/Germania/Portogallo)
  - À perdre la raison, regia di Joachim Lafosse (Belgio/Francia/Lussemburgo/Svizzera)
  - La scelta di Barbara (Barbara), regia di Christian Petzold (Germania)
  - Cesare deve morire, regia di Paolo e Vittorio Taviani (Italia)
  - Crulic – Drumul spre dincolo, regia di Anca Damian (Polonia/Romania)
  - Buon anno Sarajevo (Djeca), regia di Aida Begić (Bosnia ed Erzegovina/Francia/Germania/Turchia)
  - Sister (L'Enfant d'en haut), regia di Ursula Meier (Francia/Svizzera)
  - Louise Wimmer, regia di Cyril Mennegun (Francia)
- 2013
  - Alabama Monroe - Una storia d'amore (The Broken Circle Breakdown), regia di Felix van Groeningen (Belgio)
  - Miele, regia di Valeria Golino (Francia/Italia)
  - Il gigante egoista (The Selfish Giant), regia di Clio Barnard (Regno Unito)
  - Äta Sova Dö, regia di Gabriela Pichler (Svezia)
  - Grzeli Nateli Dgeebi, regia di Nana Ekvtimishvili e Simon Groß (Francia/Georgia/Germania)
  - Krugovi, regia di Srdan Golubović (Croazia/Francia/Germania/Serbia/Slovenia)
  - La grande bellezza, regia di Paolo Sorrentino (Francia/Italia)
  - La Plaga, regia di Neus Ballús (Spagna)
  - Oh Boy!, regia di Jan Ole Gerster (Germania)
  - Pevnost, regia di Lukáš Kokeš e Klára Tasovská (Repubblica Ceca)
- 2014
  - Ida, regia di Paweł Pawlikowski (Polonia/Danimarca)
  - Diamante nero (Bande de filles), regia di Céline Sciamma (Francia)
  - Class Enemy (Razredni sovraznik), regia di Rok Biček (Slovenia)
  - Feher isten, regia di Kornél Mundruczó (Ungheria/Germania/Svezia)
  - Hermosa juventud, regia Jaime Rosales (Spagna/Francia)
  - Kreuzweg - Le stazioni della fede (Kreuzweg), regia di Dietrich Brüggemann (Germania/Francia)
  - Le meraviglie, regia di Alice Rohrwacher (Italia/Svizzera/Germania)
  - Macondo, regia di Sudabeh Mortezai (Austria)
  - Forza maggiore (Force majeure), regia di Ruben Östlund (Svezia/Danimarca/Francia/Norvegia)
  - Pazza idea (Xenia), regia di Panos H. Koutras (Grecia/Francia/Belgio)
- 2015
  - Mustang, regia di Deniz Gamze Ergüven (Francia/Germania/Turchia)
  - Mediterranea, regia di Jonas Carpignano (Francia/Germania)
  - The Lesson - Scuola di vita (Urok), regia di Kristina Grozeva e Petar Valchanov (Bulgaria/Grecia)
  - 45 anni (45 Years), regia di Andrew Haigh (Regno Unito)
  - Perfect Day (A Perfect Day), regia di Fernando León de Aranoa (Spagna)
  - Rams - Storia di due fratelli e otto pecore (Hrútar), regia di Grímur Hákonarson (Danimarca)
  - La legge del mercato (La loi du marché), regia di Stéphane Brizé (Francia)
  - Il figlio di Saul (Saul Fia), regia di László Nemes (Ungheria)
  - Toto and His Sisters (Toto si surorile lui), regia di Alexander Nanau (Germania/Ungheria/Romania)
  - Sole alto (Zvizdan), regia di Dalibor Matanić (Croazia/Serbia/Slovenia)
- 2016
  - Vi presento Toni Erdmann (Toni Erdmann), regia di Maren Ade (Germania/Austria/Romania)
  - Appena apro gli occhi - Canto per la libertà (À Peine J’ouvre les Yeux), regia di Leyla Bouzid (Francia/Tunisia/Belgio/Emirati Arabi Uniti)
  - La mia vita da Zucchina (Ma Vie de Courgette), regia di Claude Barras (Svizzera/Francia)
  - A Syrian Love Story, regia di Sean McAllister (Regno Unito)
  - Cartas da Guerra, regia di Ivo M Ferreira (Portogallo)
  - A War (Krigen), regia di Tobias Lindholm (Danimarca)
  - La pazza gioia, regia di Paolo Virzi (Francia/Italia)
  - Le cose che verranno (L'Avenir), regia di Mia Hansen-Løve (Francia/Germania)
  - Sieranevada, regia di Cristi Puiu (Francia/Romania)
  - Suntan, regia di Argyris Papadimitropoulos (Grecia)
- 2017
  - Sami Blood (Sameblod), regia di Amanda Kernell (Svezia/Danimarca/Norvegia)
  - 120 battiti al minuto (120 battements par minute), regia di Robin Campillo (Francia)
  - Western, regia di Valeska Grisebach (Germania/Bulgaria)
  - A Ciambra, regia di Jonas Carpignano (Italia/Brasile/Francia/Germania/Stati Uniti d'America/Svezia)
  - Glory - Non c'è tempo per gli onesti (Слава), regia di Kristina Grozeva e Petar Valchanov (Bulgaria/Grecia)
  - Heartstone (Hjartasteinn), regia di Guðmundur Arnar Guðmundsson (Islanda/Danimarca)
  - Un re allo sbando (King of the Belgians), regia di Peter Brosens e Jessica Woodworth (Belgio/Paesi Bassi/Bulgaria)
  - Estate 1993 (Estiu 1993), regia di Carla Simón (Spagna)
  - Ostatnia rodzina, regia di Jan P. Matuszynski (Polonia)
  - L'altro volto della speranza (Toivon tuolla puolen), regia di Aki Kaurismäki (Finlandia)
- 2018
  - La donna elettrica (Kona fer í stríð), regia di Benedikt Erlingsson (Islanda/Francia/Ucraina)
  - The Other Side of Everything (Druga strana svega), regia di Mila Turajlić (Serbia/Francia/Germania/Qatar/Ungheria)
  - Styx, regia di Wolfgang Fischer (Germania/Austria)
  - Border - Creature di confine (Gräns), regia di Ali Abbasi (Svezia, Danimarca)
  - Girl, regia di Lukas Dhont (Belgium/Pesi Bassi)
  - Un'altra vita - Mug (Twarz), regia di Małgorzata Szumowska (Polonia)
  - Utøya: July 22 (Utøya 22. juli), regia di Erik Poppe (Norvegia)
  - Donbass (Донбас), regia di Sergei Loznitsa (Ucraina/Germania/Francia/Olanda/Romania)
  - Lazzaro felice, regia di Alice Rohrwacher (Italia, Svizzera, Francia, Germania)
  - Il silenzio degli altri (El silencio de otros), regia di Almudena Carracedo and Robert Bahar (Spagna)
- 2019
  - Dio è donna e si chiama Petrunya (Gospod postoi, imeto i' e Petrunija), regia di Teona Strugar Mitevska (Macedonia/Belgio/Francia/Croazia/Slovenia)
  - Il regno (El reino), regia di Rodrigo Sorogoyen (Spagna)
  - Cold Case Hammarskjöld, regia di Mads Brügger (Danimarca, Svezia, Norvegia, Belgio)
  - Clergy (Kler), regia di Wojciech Smarzowski (Polonia)
  - Her Job (I douleia tis), regia di Nikos Labôt (Grecia/Francia/Serbia)
  - Honeyland (Medena zemja), regia di Tamara Kotevska e Ljubomir Stefanov (Macedonia del Nord)
  - Le invisibili (Les invisibles), regia di Louis-Julien Petit (Francia)
  - Ray & Liz, regia di Richard Billingham (Regno Unito)
  - Systemsprenger, regia di Nora Fingscheidt (Germania)
  - Čelovek, kotoryj udivil vsech, regia di Natal'ja Merkulova e Aleksej Čupov (Russia/Francia/Estonia)

### 2020
- 2021[3]
  - Collective (Colectiv), regia di Alexander Nanau (Romania)
  - Corpus Christi (Boze Cialo), regia di Jan Komasa (Polonia/Francia)
  - Un altro giro (Druk), regia di Thomas Vinterberg (Danimarca/Svezia/Paesi Bassi)
- 2021[4][5]
  - Quo vadis, Aida?, regia di Jasmila Žbanić (Bosnia ed Erzegovina, Austria, Paesi Bassi, Francia, Polonia, Norvegia, Germania, Romania, Turchia)
  - Flee, regia di Jonas Poher Rasmussen (Danimarca, Francia, Svezia, Norvegia)
  - Große Freiheit, regia di Sebastian Meise (Austria, Germania)
- 2023[6]
  - La sala professori (Das Lehrerzimmer), regia di İlker Çatak (Germania)
  - 20.000 especies de abejas, regia di  Estibaliz Urresola Solaguren (Spagna)
  - Foglie al vento, regia di  Aki Kaurismäki (Finlandia)
  - Sull'Adamant - Dove l'impossibile diventa possibile (Sur l'Adamant), regia di Nicolas Philibert (Francia, Giappone)
  - Smoke Sauna Sisterhood, regia di Anna Hints (Estonia), (Francia) e (Islanda)
- 2024
  - Animal, regia di Sofia Exarchou ·  Grecia
  - Dahomey, regia di Mati Diop ·  Senegal ·  Francia
  - Flow - Un mondo da salvare (Straume), regia di Gints Zilbalodis ·  Lettonia ·  Francia ·  Belgio
  - Intercepted, regia di Oksana Karpovyč ·  Canada ·  Francia ·  Ucraina
  - Julie ha un segreto (Julie zwijgt), regia di Leonardo van Dijl ·  Belgio ·  Svezia